# Poenosedum
Poenosedum là một chi thực vật có hoa trong họ Crassulaceae.